# Boekenboom

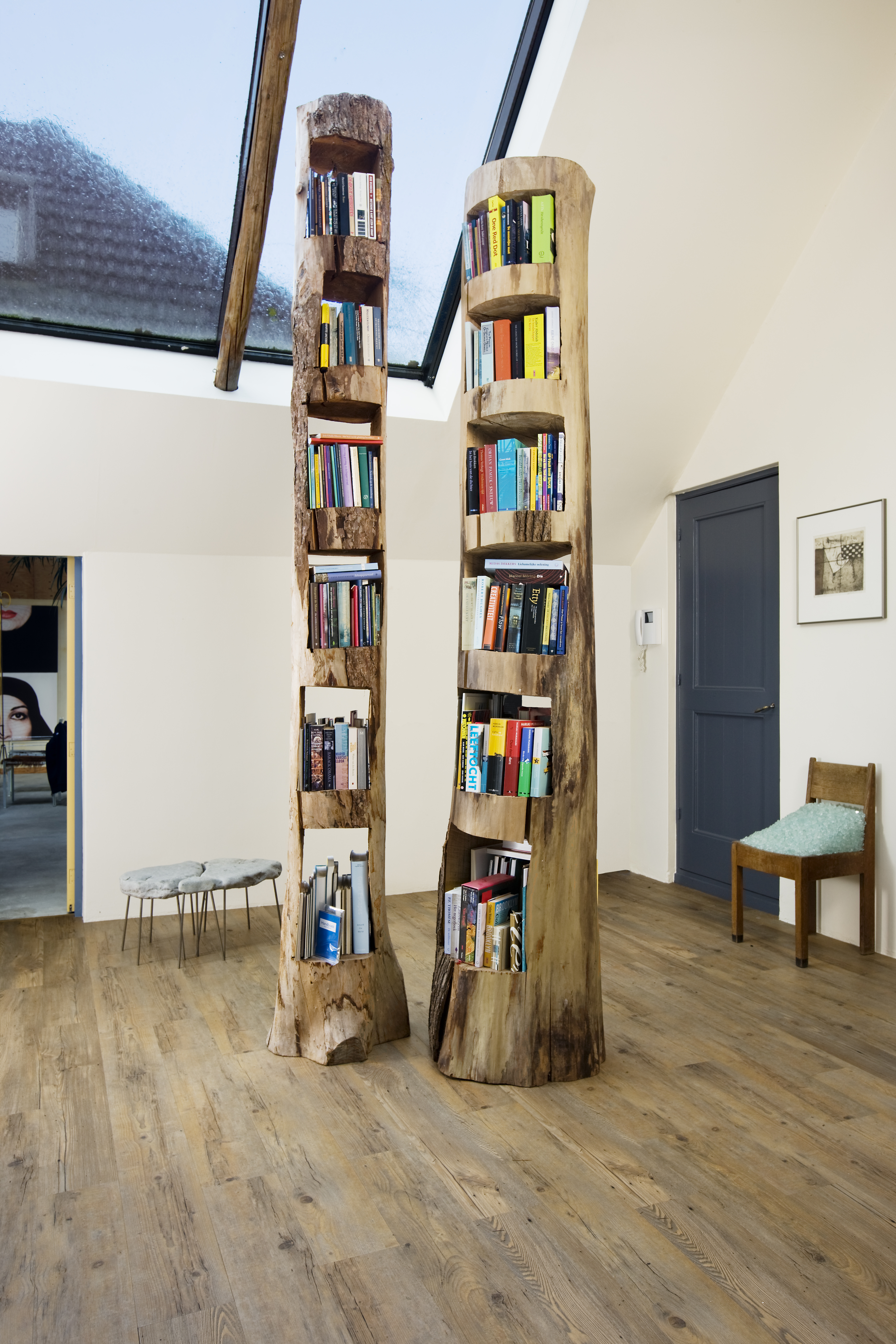
Boekenboom

De Boekenboom is een sculptuurtype dat door Albert Geertjes is bedacht en vormgegeven. De eerste Boekenbomen heeft hij bedacht in april 1996 onder de motto’s “het papier terug brengen naar zijn oorsprongen” en “de vorm van de boom herstellen met boeken.”
In mei 1996 is de ‘Boekenboom’ voor het eerst publiek getoond in Geertjes's Galerie A-Kerkhof 18 te Groningen en in 1997 bij Ambient Art Gallery (Bloemgracht 197, Amsterdam) . Aanvankelijk werd de ‘Boekenboom’ negatief ontvangen door de critici. Het werk werd als agressief non-design gezien. De 'Frozen Fountain’, die eerder werk van Albert Geertjes tentoonstelde, weigerde het werk.
Na publicatie in 1999 in het tijdschrift Kunstwerk (zomer '99) veranderde de stemming, en kon de ‘Boekenboom’ zich ook in positieve belangstelling verheugen. De boom is in diverse tentoonstellingen te zien geweest (oa. Yksi Eindhoven en Bensimon Paris) alsmede is er in binnen- en buitenland over gepubliceerd. Tegelijk kwam een niet aflatende stroom namaak ‘Boekenbomen’ op de markt. In de bibliotheek in Assen staan 3 boekenbomen van hem.

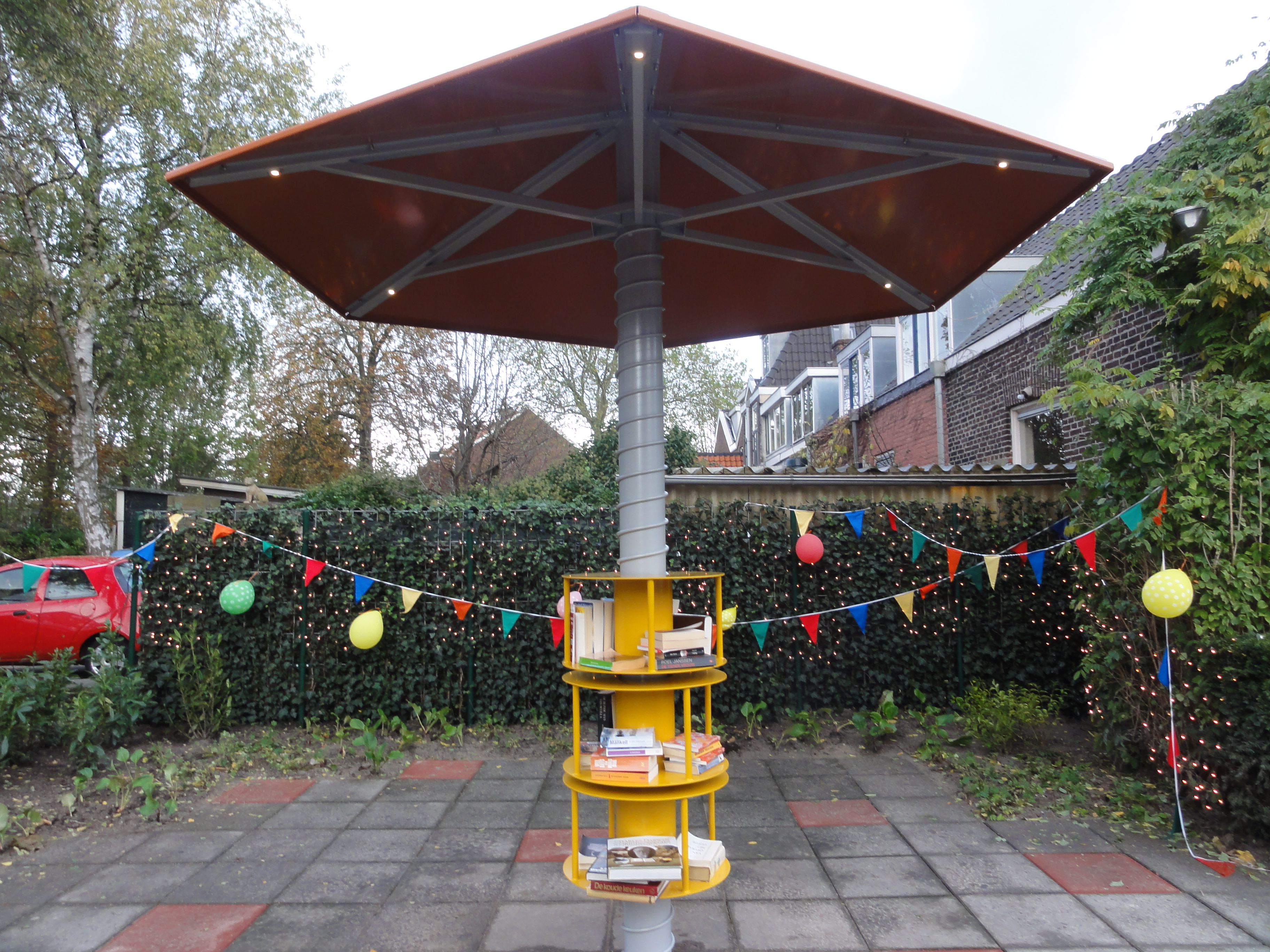
De boekenboom in Leiden

De term 'boekenboom' is ook de benaming geworden van een plek in de vorm van een (gestileerde) boom waarin boeken staan opgeborgen die kosteloos meegenomen of geruild kunnen worden. Het doel van boekenbomen is om het lezen van boeken te stimuleren.
Dit idee voor een publieke boekenboom is waarschijnlijk ontstaan in de Duitse hoofdstad Berlijn op initiatief van Book Crossing, een informele organisatie die via boekenuitruil een wereldbibliotheek wil maken. In Nederland werd dit voor het eerst opgepikt in Zwijndrecht, waar op 24 april 2012 een boekenboom werd onthuld door kinderboekenschrijver Jan Terlouw. Sinds 17 september 2012 staat ook in Ruurlo een boekenruilboom, gezaagd uit een 350 tot 400 jaar oude (dode) kastanjeboom. En op 1 november 2013 volgde Leiden, waar een boekenboom werd geplaatst bij Groenhoven in de Vreewijk.
In de gemeente Zaltbommel en in het stadsdeel Lindenholt van Nijmegen zijn plannen om op diverse locaties boekenbomen te plaatsen.